# Liste der Nummer-eins-Hits in Finnland (2008)
Diese Liste enthält alle Nummer-eins-Hits in Finnland im Jahr 2008. Es gab in diesem Jahr 25 Nummer-eins-Singles und 27 Nummer-eins-Alben.
| Singles | Alben |
| --- | --- |
| - Lasten liikennelaulu von verschiedenen Interpreten - 2 Wochen (29. Dezember 2007 – 11. Januar 2008, insgesamt 3 Wochen; siehe 2007) - Widescreen Mode – Dead Inside - 2 Wochen (12. Januar – 25. Januar, insgesamt 3 Wochen) - Chisu – Mun koti ei oo täällä - 1 Woche (26. Januar – 1. Februar, insgesamt 7 Wochen) - Widescreen Mode – Dead Inside - 1 Woche (2. Februar – 8. Februar, insgesamt 3 Wochen) - Chisu – Mun koti ei oo täällä - 3 Wochen (9. Februar – 29. Februar, insgesamt 7 Wochen) - Kiuas – Of Sacrifice, Loss And Reward - 1 Woche (1. März – 7. März) - Children of Bodom – Blooddrunk - 1 Woche (8. März – 14. März) - Chisu – Mun koti ei oo täällä - 3 Wochen (15. März – 4. April, insgesamt 7 Wochen) - Madonna feat. Justin Timberlake & Timbaland – 4 Minutes - 8 Wochen (5. April – 30. Mai) - Nightwish – The Islander - 1 Woche (31. Mai – 6. Juni) - Waldo’s People – Back Again - 1 Woche (7. Juni – 13. Juni) - Ville Valo & Natalia Avelon – Summer Wine - 1 Woche (14. Juni – 20. Juni, insgesamt 2 Wochen; siehe 2007) - Apulanta – Kesä EP - 3 Wochen (21. Juni – 11. Juli, insgesamt 6 Wochen) - Cheek – Liekeissä - 3 Wochen (12. Juli – 1. August) - Apulanta – Kesä EP - 3 Wochen (2. August – 22. August, insgesamt 6 Wochen) - Anna Abreu – Vinegar - 1 Woche (23. August – 29. August, insgesamt 3 Wochen) - Metallica – The Day That Never Comes - 1 Woche (30. August – 5. September) - Anna Abreu – Vinegar - 1 Woche (6. September – 12. September, insgesamt 3 Wochen) - Lordi – Bite It Like A Bulldog - 1 Woche (13. September – 19. September) - The Rasmus – Livin' In A World Without You - 1 Woche (20. September – 26. September, insgesamt 3 Wochen) - Swallow the Sun – Plague of Butterflies - 1 Woche (27. September – 3. Oktober) - The Rasmus – Livin' In A World Without You - 2 Wochen (4. Oktober – 17. Oktober, insgesamt 3 Wochen) - Anna Abreu – Vinegar - 1 Woche (18. Oktober – 24. Oktober, insgesamt 3 Wochen) - Unihiekkaa von verschiedenen Interpreten - 1 Woche (25. Oktober – 31. Oktober) - Apulanta – Vauriot - 1 Woche (1. November – 7. November) - Big Daddy & Rockin’ Combo – Dead by X-mas - 1 Woche (8. November – 14. November) - Jack White & Alicia Keys – Another Way to Die - 1 Woche (15. November – 21. November) - Oliver – Kuka mä oon - 1 Woche (22. November – 28. November) - Kinetik Control – Vanguard of the New World - 1 Woche (29. November – 5. Dezember) - Britney Spears – Womanizer - 1 Woche (6. Dezember – 12. Dezember) - Kings of Leon – Sex on Fire - 1 Woche (13. Dezember – 19. Dezember) - Koop Arponen – Insomnia - 2 Wochen (20. Dezember 2008 – 2. Januar 2009) | - Samuli Edelmann – Virsiä - 5 Wochen (15. Dezember 2007 – 18. Januar 2008, insgesamt 6 Wochen; siehe 2007) - Nightwish – Dark Passion Play - 2 Wochen (19. Januar – 1. Februar, insgesamt 8 Wochen; siehe 2007) - Lauri Tähkä & Elonkerjuu – Tuhannen riemua - 1 Woche (2. Februar – 8. Februar, insgesamt 2 Wochen; siehe 2007) - Nightwish – Dark Passion Play - 1 Woche (9. Februar – 15. Februar, insgesamt 8 Wochen) - Herra Ylppö & Ihmiset – Sata vuotta - 1 Woche (16. Februar – 22. Februar) - Stam1na – Raja - 2 Wochen (23. Februar – 7. März) - Ismo Alanko Teholla – Blanco Spirituals - 3 Wochen (8. März – 28. März) - Teräsbetoni – Myrskyntuoja - 1 Woche (29. März – 4. April) - Poets of the Fall – Revolution Roulette - 1 Woche (5. April – 11. April) - Jippu – Kuka teki minusta tän naisen - 1 Woche (12. April – 18. April) - Children of Bodom – Blooddrunk - 2 Wochen (19. April – 2. Mai) - Madonna – Hard Candy - 2 Wochen (3. Mai – 16. Mai) - Disco Ensemble – Magic Recoveries - 1 Woche (17. Mai – 23. Mai) - Von Hertzen Brothers – Love Remains The Same - 3 Wochen (24. Mai – 13. Juni) - Opeth – Watershed - 1 Woche (14. Juni – 20. Juni) - Ari Koivunen – Becoming - 1 Woche (21. Juni – 27. Juni) - Coldplay – Viva la Vida or Death and All His Friends - 5 Wochen (28. Juni – 1. August) - Cast Of Mamma Mia! – Mamma Mia! The Movie Soundtrack Featuring the Songs of ABBA - 3 Wochen (2. August – 22. August) - Kotiteollisuus – Sotakoira - 2 Wochen (23. August – 5. September) - Slipknot – All Hope Is Gone - 1 Woche (6. September – 12. September) - Volbeat – Guitar Gangsters & Cadillac Blood - 1 Woche (13. September – 19. September) - Metallica – Death Magnetic - 2 Wochen (20. September – 3. Oktober, insgesamt 4 Wochen; siehe 2009) - The Rasmus – Black Roses - 1 Woche (4. Oktober – 10. Oktober) - Maija Vilkkumaa – Superpallo - 2 Wochen (11. Oktober – 24. Oktober) - AC/DC – Black Ice - 2 Wochen (25. Oktober – 7. November) - Vesa-Matti Loiri – Kasari - 3 Wochen (8. November – 28. November, insgesamt 4 Wochen) - Guns N’ Roses – Chinese Democracy - 2 Wochen (29. November – 12. Dezember) - Anna Abreu – Now - 2 Wochen (13. Dezember – 26. Dezember) - Vesa-Matti Loiri – Kasari - 1 Woche (27. Dezember 2008 – 2. Januar 2009, insgesamt 4 Wochen) |